# Thomas Stadelmann
Thomas Stadelmann (* 28. Oktober 1958; heimatberechtigt in Escholzmatt und Horw) ist ein Schweizer Rechtsanwalt und Bundesrichter. Er ist Mitglied der Partei Die Mitte (vormals CVP).

## Werdegang und Aktivitäten
Stadelmann hat das Jurastudium an der Universität Freiburg absolviert und anschliessend 1984 das Luzerner Anwaltspatent und Notariatsexamen bestanden. Zwischen 1984 und 1997 führte er ein eigenes Rechtsanwalts- und Notariatsbüro. Während den Jahren 1985 bis 1995 war er Gerichtsschreiber beim Kriminalgericht des Kantons Luzern. Gleichzeitig war er juristischer Mitarbeiter bei der kantonalen Steuerverwaltung Nidwalden und Sekretär der Steuerrekurskommission Obwalden. 1990 erwarb er das Diplom als Eidg. dipl. Steuerexperte. Am Verwaltungsgericht Luzern amtete er von 1992 bis 1997 als nebenamtlicher Richter. Von 1997 bis 2006 arbeitete er als luzernischer Verwaltungsrichter und nebenamtlicher Richter bei der Eidgenössischen Steuerrekurskommission. Während dreier Jahren amtete er ab 2007 als Richter am Bundesverwaltungsgericht, wo er die 2. Kammer der 1. Abteilung (abgaberechtliche Kammer) präsidierte. Während seiner Tätigkeit am Bundesverwaltungsgericht war er u. a. fachlich verantwortlicher Richter bei der Erarbeitung und Einführung des elektronischen Fallzuteilungssystems. Er initiierte auch eine Arbeitsgruppe des Gerichts, in der dessen Ethik-Charta erarbeitet wurde. Er wurde am 9. Dezember 2009 zum Bundesrichter gewählt. Vom 1. April 2010 bis 31. Dezember 2019 amtete er als Mitglied der II. öffentlich-rechtlichen Abteilung (welche zum damaligen Zeitpunkt unter anderem für das Abgaberecht zuständig war), seit dem 1. Januar 2020 ist er Mitglied der II. sozialrechtlichen Abteilung (welche per 1. Januar 2023 von der II. öffentlich-rechtlichen Abteilung das Abgaberecht übernahm und in III. öffentlich-rechtliche Abteilung umbenannt wurde).
Stadelmann hat im Jahre 2000 die Gründung der Zentralschweizerischen Vereinigung der Richterinnen und Richter (ZVR) initiiert und war deren erster Präsident. Ebenfalls im Jahre 2000 präsentierte er der neugegründeten Rechtsfakultät der Universität Luzern ein «Grobkonzept für ein Institut für Judikative» und war anschliessend Mitautor der von der Universität in Auftrag gegebenen Machbarkeitsstudie. Basierend auf dem Grobkonzept wurde in der Folge der Lehrgang CAS Judikative entwickelt, getragen durch den Verein Schweizerische Richterakademie und erstmals durchgeführt 2009/2010. Seit 2013 ist Stadelmann Mitglied des 10-köpfigen Direktoriums der Richterakademie.
2005 initiierte Stadelmann die Schaffung einer Schweizerischen Richterzeitung und gründete zusammen mit Regina Kiener und Stephan Gass (Vizepräsident des Kantonsgerichts BL und Präsident der Schweizerischen Richtervereinigung von 1996-2000) Justice - Justiz - Giustizia. Er ist Mitherausgeber und Redaktionsmitglied der Zeitschrift. Zusammen mit Regina Kiener und Stephan Gass gab er 2021 die «Standards on Judicial Independence» heraus (eine Textsammlung welchet sich als Werkzeug für die Praxis versteht und die relevanten internationalen Vereinbarungen, Erklärungen und Standards zur richterlichen Unabhängigkeit enthält, die bei der richterlichen Tätigkeit, aber auch im Umgang mit der Justiz zu beachten sind).
Von 2007 bis 2010 war er Präsident der Schweizerischen Vereinigung der Richterinnen und Richter (SVR), danach bis Ende 2018 Vorstandsmitglied. Während seiner Präsidiumszeit veranlasste Stadelmann zusammen mit Stephan Gass die Schaffung der Ethikkommission der SVR, welche ihre Tätigkeit am 1. September 2014 aufnahm. Als einer der Vertreter der SVR war Stadelmann von 2007 bis 2018 Delegierter bei der Europäischen Richtervereinigung (EAJ) und der Internationalen Richtervereinigung (IAJ); ab 2012 bis 2018 war er Mitglied der von Stephan Gass präsidierten «EAJ-Working Group on the Situation of Member Associations», ab 2014 bis 2017 Vizepräsident der 1. Studienkommission der IAJ (Organisation of the Judiciary, Status of the Judiciary, Rights of Individuals), seit 2016 ist er Mitglied des Boards des Provident Fund for Assistance of Members of the Judiciary der Europäischen Richtervereinigung.
Im Herbst 2018 veröffentlichte Stadelmann das Buch Democracy falling apart über die Entwicklung der Justiz in der Türkei (Stämpfli Verlag, Bern). 2018 verlieh ihm die Juristische Fakultät der Universität Basel in Anerkennung seines Einsatzes für die richterliche Unabhängigkeit national und international die Doktorwürde in Jurisprudenz ehrenhalber (h. c. – Doctor honoris causa).
2020 initiierte Stadelmann die zusammen mit weiteren Juristen vorgenommene Gründung des Schweizerischen Institut für Judikative (SIfJ), das er seither präsidiert. Im Rahmen des SIfJ organisierte er zusammen mit Stephan Breitenmoser (em. Professor an der Universität Basel und eh. Richter und Vizepräsident am Bundesverwaltungsgericht) die 1. und 2. Basler Tagung Judikative (2021 und 2022) sowie die Schweizer Tagung Judikative am Bundesverwaltungsgericht in St. Gallen (2023).
Im August 2024 kritisierte Stadelmann öffentlich den Europäischen Gerichtshof für Menschenrechte im Nachgang zu dessen Entscheid in Sachen KlimaSeniorinnen, weil dieser seine Zuständigkeiten in mehrfacher Hinsicht überschritten habe, und warf ihm richterlichen Aktivismus vor. Daraufhin wurde er vom Bundesgericht für seine Äusserungen kritisiert.